# Школа № 13 (Мелітополь)
Мелітопольська середня школа № 13 – загальноосвітній навчальний заклад у місті Мелітополь Запорізької області.

## Історія
Школа відкрилася 1937 року. Спочатку вона розташовувалася у двох кімнатах та коридорі одноповерхової будівлі.
Під час німецької окупації перший поверх школи використовувався як стайня, а другий як госпіталь. Відступаючи, німці висадили в повітря школу, і частково вціліли тільки стіни будівлі. У підвалі школи залишилися німецькі гранати та снаряди, які у наступні роки призвели до кількох нещасних випадків.
1944 року директором школи став 27-річний Аркадій Жиркевич. Він одразу активно взявся за відновлення школи. Ремонт будівлі проводився силами вчителів, учнів, батьків. Через брак скла спочатку довелося спорудити вікна з півлітрових банок, скріплених розчином. Банки виділив консервний завод, якому старшокласники допомагали з ремонтом тари. Навчальних кабінетів не вистачало, і доводилося проводити заняття у 3 зміни. Але за кілька років школу було відновлено, відкрито шкільні майстерні, посаджено шкільний фруктовий сад, а у дворі розбито квіткові клумби.
У 1963-1964 роках було споруджено прибудову до школи, де розташувалися спортзал та 12 класних кімнат.
1998 року в школі № 13, першій зі шкіл Мелітополя, з'явилася газова котельня.
У 2011 році в школі було проведено ремонт: замінено частину старих віконних рам, обладнано туалети всередині школи (до цього школярам доводилося користуватися туалетами, розташованими на вулиці).
З 2017 року директором школи призначено Олену Галацан.

## Досягнення
Учні школи регулярно досягають успіху на міських, а іноді й на обласних олімпіадах та конкурсах-захистах Малої академії наук. Учні школи досягають успіху в міжнародному конкурсі з інформатики «Бобер», міжнародному конкурсі з російської мови «Російське ведмежа».

## Директори
- Ольга Семенівна Харченко[2]
- Аркадій Петрович Жиркевич (1917-1997) - директор у 1944-1977 роках, фронтовик, депутат міськради. На першому поверсі школи встановлено меморіальну дошку на його честь[7].
- Галина Олександрівна Павленко — директор у 1977-1978 роках, потім 10 років очолювала міський відділ освіти, а 1988 року була призначена директором школи №16[8]
- Галина Іванівна Малик
- Людмила Михайлівна Шарковська
- Лідія Олексіївна Плитниченко – директорка до 2008 року[9]
- Ольга Євгенівна Ворушило – директорка з 2008 року[10]
- Олена Володимирівна Галацан – директорка з 2017 року